# پینه (بافت)

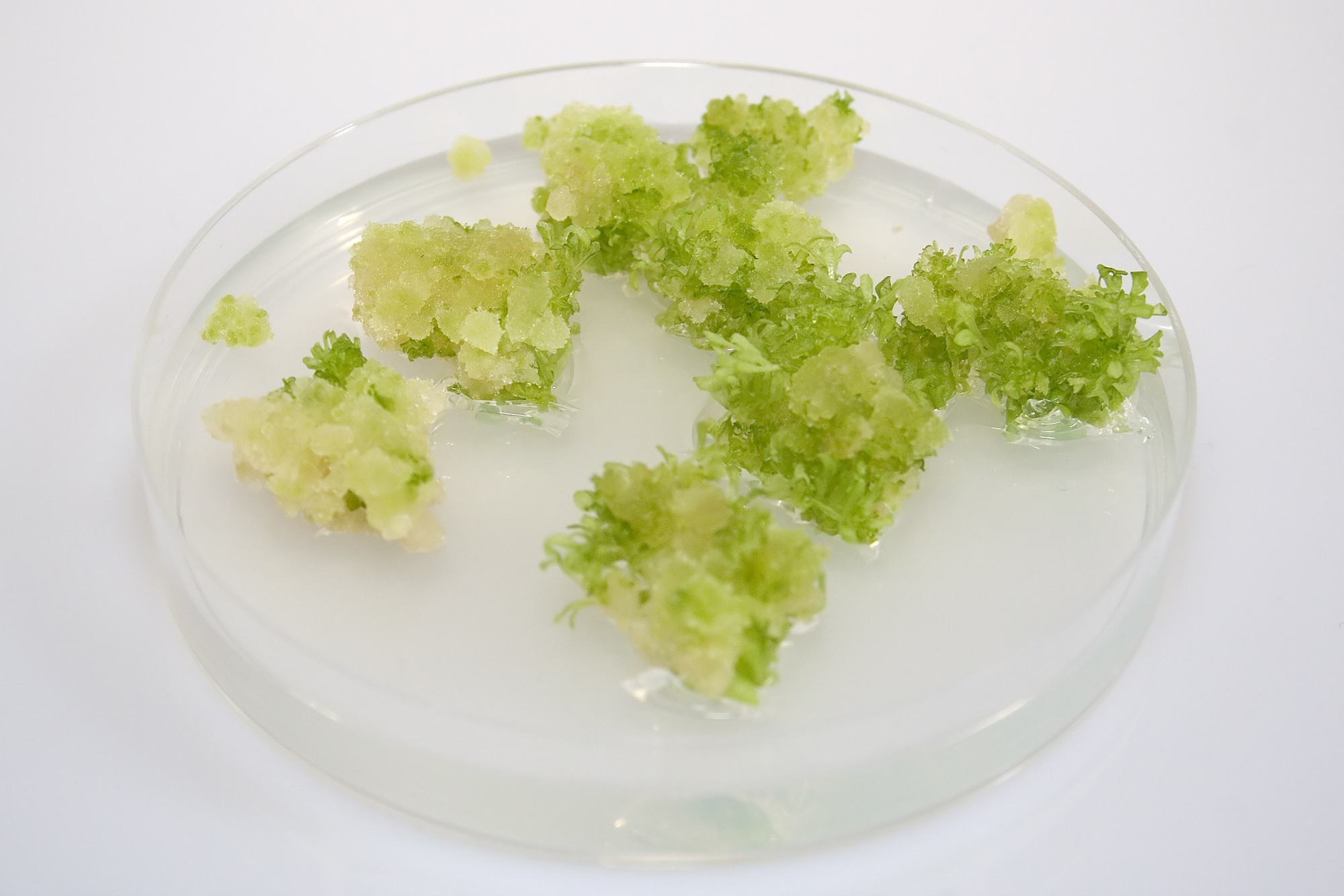
پینه توتون.

پینه یا کالوس بافت توموری گیاهی است که از سازمان یافتگی کمی برخوردار است که در زخم‌های بافت‌ها و اندامهای تمایز یافته به وجود می‌آید. نوع این سلولها از نوع سلولهای پارانشیمی بوده، که هنگامی که گیاه زخمی می‌شود در محل برش پینه تشکیل می‌شود و به نظر نوعی پاسخ مقاومتی از طرف گیاه برای ترمیم بافت‌های تخریب شده‌است.
بافت پینه ای (کالوسی) سالم و دارای رشد سریع پیش شرطی ضروری برای تراریزش گیاهان به کمک اگروباکتریوم می‌باشد.

## منشأ تشکیل پینه
با آغاز تشکیل پینه در محیط درون شیشه، فرایند تمایزیابی و تخصصی شدن یاخته‌های گیاه مادر معکوس شده و سلول‌های ریزنمونه تمایززدایی می‌شوند. فرایند تمایززدایی با تغییر در فعالیت متابولیکی، مصرف مواد ذخیره‌ای و تقسیم سریع سلولی آغاز می‌شود و منجر به تشکیل سلول‌های پارانشیمی غیر تخصصی و سازمان نیافته می‌شود.

## انواع پینه
بافت پینه از دیدگاه ظاهر عمومی و دیگر جنبه‌های فیزیکی گونه‌گونی زیادی دارد. این تنوع تحت تأثیر بافت والدی ریزنمونه، سن پینه و شرایط رشدی است. پینه ممکن است سفید، سبز یا به دلیل وجود رنگدانه‌های آنتوسیانین دارای رنگ‌های مختلفی باشد. سلول‌های پینه ممکن است فشردگی زیادی با هم نداشته و حالت سُست داشته باشند یا اینکه لیگنینی شده و حالت سفت و متراکم به خود بگیرند. افزون بر این پینه ممکن است جنین‌زا یا غیر جنین‌زا بوده، یعنی توانایی ایجاد جنین به طور خودبخود یا تحت شرایط مناسب را داشته باشد.